# Lista över inofficiella namn i Helsingfors
Inofficiella namn i Helsingfors i Finland är namn på platser, gator, byggnader och dylikt som är allmänt förekommande i folkmun men inte är officiella. Det finns ett stort antal inofficiella namn i Helsingfors.
Uttalsmarkeringarna i tabellen torde följa standarden som används av SAOL och NE:s ordbok, inte standarden enligt Internationella fonetiska alfabetet.[källa behövs]
| Namn                | Varianter & uttal                                                                                                   | Kommentar | WD                     |
| ------------------- | --- | --- | ---------------------- |
| Alexen              | Uttal: [aleksen] | Alexandersgatan är en av huvudgatorna i Helsingfors och stadens mest kända affärsgata. | Q1402724 på Wikidata   |
| Arkadiabacken       | Varianter: Arkadiabacken, Arkadiateatern, Granitborgen Uttal: [arka:diabakken], [arka:diatea:ttän], [grani:tbårjen] | Riksdagshuset som ligger i Arkadiabacken. | Q2744984 på Wikidata   |
| Banan               | Uttal: [banan] | Cygnaeus lågstadieskola är en svenskspråkig lågstadieskola, som ligger på Bangatan. Gatunamnet har troligtvis gett upphov till kallelsenamnet Banan. Skolan hette tidigare Bangatans folkskola. | Q106180867 på Wikidata |
| Betonia             | Uttal: [betånia] | Område i östra Böle som till stor del består av betongbyggnader. |                        |
| Blåbis              | Varianter: Blåbis, Blåbikan Uttal: [blåbis], [blåbikan]                                                             | Frilufts- och rekreationsstället Blåbärslandet. | Q3328999 på Wikidata   |
| Bronx               | Varianter: Bronx, Bronxen                                                                                           | Områdena Berghäll, Hagnäs och Sörnäs som ligger på andra sidan Långa bron, sett från centrum, har kallats Bronx. Betraktas som nedsättande av vissa. |                        |
| Bruna               | Varianter: Bruna, Ruskis Uttal: [bruna], [roskis]                                                                   | Stadsdelen Brunakärr. | Q3068512 på Wikidata   |
| Brunnsan            | Varianter: Brunnsan, Kaivaren, Kaivarn, Kaivari                                                                     | Namnen används för både parken och stadsdelen Brunnsparken. Namnen Kaivare, Kaivarn och Kaivari är bildade till det finska namnet Kaivopuisto. | Q1721817 på Wikidata   |
| Dianaparken         | Varianter: Dianaparken, Triangelparken                                                                              | Parken Trekanten i Helsingfors centrum. I parken finns skulpturen Tellervo Tapios dotter av Yrjö Liipola. Den föreställer en nordisk motsvarighet till antikens gudinna Diana. | Q16947298 på Wikidata  |
| Djuran              | Varianter: Djuran, Eltsun Uttal: [djuran], [eltson]                                                                 | Djurgårdens sportplan(en). | Q11857642 på Wikidata  |
| Druma               | Varianter: Druma, Druman, Laru Uttal: [droma], [droman], [laro]                                                     | Stadsdelen Drumsö som på finska heter Lauttasaari. | Q1020168 på Wikidata   |
| Espen               | Varianter: Espen, Espan                                                                                             | Namnet Espen används både om Esplanadparken och om gatorna Norra esplanaden och Södra esplanaden. En variant till Espen är Espan. | Q1368319 på Wikidata   |
| Fabban              | Uttal: [fabban] | Fabriksgatan | Q4350230 på Wikidata   |
| Fabban              | Uttal: [fabban] | Fabiansgatan(fi). I hörnet av Fabiansgatan och Norra Magasinsgatan fanns tidigare krogen Kellarikrouvi som kallades Fabbarn. Idag huserar krogen The Cock i samma lokaler. | Q54820175 på Wikidata  |
| Flemaren            | Varianter: Flemaren, Flemari, Flemarn Uttal: [flemaren], [flemari], [flemarn]                                       | Flemingsgatan(fi) | Q5522334 på Wikidata   |
| Fredan              | Uttal: [fredan] | Fredriksgatan | Q4908972 på Wikidata   |
| Glashörnet          | Varianter: Glashörnet, Forums hörn, Lasikulma Uttal: [få:rums hö:rn], [lasikolma]                                   | Den inglasade del av shoppingcentret Forum som ligger i gathörnet Simonsgatan-Mannerheimvägen. |                        |
| Grillen             | Varianter: Grillen, Krematoriet, Väiskin grilli, Kremmis Uttal: [grillen], [väiskin grilli], [kremmis]              | Sandudds krematorium. | Q5393284 på Wikidata   |
| Grillen             | Uttal: [grillen] | Strålbehandlingskliniken vid Mejlans sjukhus. |                        |
| Hakis               | Varianter: Hakis, Hageli, Hagis Uttal: [hakis], [hageli], [hagis]                                                   | Stadsdelen Hagnäs som heter Hakaniemi på finska. | Q1569858 på Wikidata   |
| Hertsika            | Varianter: Hertsika, Hertsikka Uttal: [hertsika], [hertsikka], [härtsikka]                                          | Stadsdelen Hertonäs. | Q1614778 på Wikidata   |
| Hesa                | Varianter: Hesa, H:fors, Stan Uttal: [hesa], [hå:fårs], [sta:n]                                                     | Det är omtvistat huruvida det inofficiella namnet för Helsingfors endast används av dem som inte själva kommer från staden. Hesa verkar dock vara vanligare bland icke-Helsingforsbor. En del Helsingforsbor använder endast Stan eller Stadin för Helsingfors, ofta beroende på med vem man talar. | Q1757 på Wikidata      |
| Hesaren             | Varianter: Hesaren, Hesari Uttal: [hesaren]                                                                         | Helsingegatan(fi) | Q18658964 på Wikidata  |
| Hietsu              | Varianter: Hietsu, Hietsun Uttal: [hietso], [hietson]                                                               | En av Helsingfors populäraste badstränder. Namnen Hietsu och Hietsun är bildade till badstrandens finska namn Hietaranta, och de används både av svenskspråkiga och finskspråkiga. Det mindre använda svenska namnet är Sandstrand, eller Sandstrands badstrand. | Q2041018 på Wikidata   |
| Hilton              | Uttal: [hiltån] | En av Mejlans sjukhus byggnader. När sjukhuset byggdes på 1960-talet påminde byggnaden till sitt utseende om ett lyxigt hotell och fick därför sitt namn efter hotellkedjan Hilton. |                        |
| Hundramarksvillorna | Uttal: [hundramarksvillåna]                                                                                         | Gräsviksvillorna på Barnhemsgatan i Gräsviken uppfördes av Helsingfors Arbetares Byggnadsaktiebolag i slutet av 1800-talet och priset för en aktie i bolaget var 100 mark. Idag finns 12 villor bevarade. |                        |
| Hämis               | Uttal: [hämis] | Tavastvägen som på finska heter Hämeentie. | Q4909118 på Wikidata   |
| Itis                | Uttal: [itis] | Både området Östra centrum inom stadsdelen Botby gård och köpcentret Östra centrum kallas Itis. Itis är bildat till det finska namnet Itäkeskus. | Q2267125 på Wikidata   |
| Johis               | Varianter: Johis, Joharen Uttal: [jåhis], [jåharen]                                                                 | Lekplatsen och sportplanen Johannesparken invid Johanneskyrkan. |                        |
| Kajsis              | Uttal: [kaissis] | Området Kajsaniemi, och före detta metrostationen Kajsaniemi (nu Helsingfors universitets metrostation) | Q1721504 på Wikidata   |
| Karamzinska huset   | Uttal: [karamsi:nska hu:sse]                                                                                        | Här bodde Aurora Karamzin, en av Finlands mest inflytelserika kvinnor på 1800-talet. Byggnaden som heter Villa Hagasund ägs numera av Helsingfors stadsmuseum. |                        |
| Kirran              | Uttal: [tjirran] | Kirurgiska sjukhuset. | Q3145262 på Wikidata   |
| Kisis               | Varianter: Kisis, Gamla mässhallen Uttal: [kisis], [gamla messhallen]                                               | Tölö sporthall som heter Töölön Kisahalli på finska. Kisis används av både finsk- och svenskspråkiga Helsingforsbor. | Q7862365 på Wikidata   |
| Koffens park        | Varianter: Koffens park, Koffparken, Koffaren Uttal: [kåffens park], [kåffparken], [kåffaren]                       | Sinebrychoffparken har fått sitt namn till minne av Sinebrychoffs bryggeri som tidigare fanns i det här området. Bryggeriet kallades också Koffs bryggeri. | Q3363915 på Wikidata   |
| Kompassen           | Uttal: [kåmpassen]                                                                                                  | Mötesplats i Stationstunneln vid järnvägsstationen. |                        |
| Koneparken          | Uttal: [kåneparken]                                                                                                 | Munksparken(fi) där det vid ingången finns en stor byggnad som tillhört företaget Kone. Tidigare stod det Kone med stora bokstäver på byggnaden. | Q18693522 på Wikidata  |
| Korvhuset           | Varianter: Korvhuset, Korvis, Makkaratalo Uttal: [kårvhu:sse], [kårvis], [makkaratalå]                              | Korvhuset är kanske Helsingfors mest kända inofficiella namn och det har valts till stadens fulaste byggnad flera gånger. Korvhuset har fått sin benämning efter det cementrör som går runt byggnaden och som påminner om en korv. Korven lär vara mer eller mindre påtvingad för vid byggandet av huset glömde någon att dra några rör som borde ha placerats inne i byggnaden. De drogs således på utsidan och täckes in med korven. Även om korven varit rivningshotad flera gånger har Helsingfors stadsfullmäktige nu skyddat den i stadsplanen. Husets officiella namn är City center. | Q5122942 på Wikidata   |
| Kronika             | Varianter: Kronika, Kronikan, Krona Uttal: [kronika], [kronikan], [krona]                                           | Stadsdelen Kronohagen. | Q1772186 på Wikidata   |
| Kulis               | Uttal: [kolis] | Stadsdelen Brändö som på finska heter Kulosaari. | Q1409059 på Wikidata   |
| Kurvin              | Uttal: [korvin] | Kurvan i Helsingegatans och Tavastvägens korsning. |                        |
| Kvinnis             | Uttal: [kvinnis] | Förlossningssjukhuset Kvinnokliniken(fi). | Q18660952 på Wikidata  |
| Kämpen              | Uttal: [kemppen] | Köpcentret Kämp Galleria. |                        |
| Laajis              | Uttal: [la:jis] | Stadsdelen Degerö som på finska heter Laajasalo. | Q2552730 på Wikidata   |
| Lilla Roban         | Uttal: [lilla råban]                                                                                                | Lilla Robertsgatan(fi) | Q60796126 på Wikidata  |
| Lillan              | Uttal: [lillan] | Lilla teatern grundades 1940 och fick sitt namn av sin första lilla salong i Handelsgillets hus vid Kaserngatan, där den först låg. | Q10561778 på Wikidata  |
| Lintsi              | Varianter: Lintsi, Lintsin                                                                                          | Nöjesfältet Borgbacken. Lintsi och Lintsin är bildade till tivolits finska namn Linnanmäki. | Q1635596 på Wikidata   |
| Mansku              | Varianter: Mansku, Manskun Uttal: [manssko], [mansskon]                                                             | Mannerheimvägen | Q1386673 på Wikidata   |
| Mogadishu Avenue    | Varianter: Mogadishu Avenue, Uttal: [mågadisju avenju:], [mågadisju ävenju:]                                        | Havsrastbölevägen i Nordsjö har fått sitt inofficiella namn efter huvudgatan i Somalias huvudstad Mogadishu. Namnet användes först av finländare för att det bodde så många somalier här. Numera är namnet etablerat och används av somalierna själva. |                        |
| Muncca              | Varianter: Muncca, Munkka Uttal: [monkka]                                                                           | Stadsdelen Munksnäs. Även låg- och högstadieskolorna (och före detta Munknäs svenska samskola) i Munksnäs kallas Muncca som skrivs med 'cc' på svenska medan den finskspråkiga skolan skriver med 'kk'. | Q3177384 på Wikidata   |
| Norsen              | Uttal: [nårssen] | Högstadieskolan Svenska normallyceum och Högstadieskolan Lönkan (kallad Lönkan) slogs ihop till Grundskolan Norsen år 2015. Gymnasiet Svenska normallyceum som även kallades Norsen slogs år 2015 ihop med Speccen (Tölö specialiseringsgymnasium) och blev Tölö gymnasium. Norsen som ursprungligen var ett kallelsenamn för normallyceet har med tiden blivit såpass etablerat att det numera är upptaget i skolans officiella namn. Så är även fallet med Gymnasiet Lärkan som kort och gott kallas Lärkan.                                                                               | Q106038696 på Wikidata |
| Nylle               | Varianter: Nylle, Natsa Uttal: [nylle], [natsa]                                                                     | Nylands Nations nationshus ritades av arkitekten Karl Hård af Segerstad och det stod klart 1901. Dessförinnan hade nationen från 1883 verkat i ett gammalt trähus på samma adress. Nationen grundades redan 1643 i Åbo, men flyttade till Helsingfors då universitetet flyttade i och med Åbo brand 1827. På Nylle ordnas många studentikosa evenmang, årsfester och dylikt. I lokalen verkar även restaurangen och nattklubben Kaarle XII, som går under namnet Kalle i folkmun. | Q4356313 på Wikidata   |
| Oban                | Varianter: Oban, Obsis, Obsivan, Obe Uttal: [åban], [åbsis], [åpsis], [åbsivan], [åbe]                              | Observatorieberget | Q656092 på Wikidata    |
| Pestparken          | Varianter: Pestparken, Gamla kyrkans skvär, Ruttis Uttal: [gamla tjyrkans skvä:r], [ruttis]                         | Parken som idag heter Gamla kyrkoparken hette under en period Gamla kyrkans skvär, men det återställdes efter att man blivit språkligt medveten om att -skvär, som kommer från ryskan, ses som en finlandism som saknar motsvarighet i sverigesvenskan. Namnet lever dock kvar. De lite nyare inofficiella namnen Pestparken och Ruttis från finskans Ruttopuisto syftar på parkens norra del som tidigare har använts som begravningsplats, bl.a. för de som dog i pesten i början av 1700-talet.                                                                                           | Q3070296 på Wikidata   |
| Pianotangenthuset   | Uttal: [pia:nåtangenthu:sse]                                                                                        | F.d. Gardets polishus(fi) (tidigare Valmets huvudkontor) kallas även Pianotangenthuset för att dess fasad påminner om pianotangenter. | Q106231547 på Wikidata |
| Pitsku              | Uttal: [pitsko] | Stadsdelen Sockenbacka. Det inofficiella namnet Pitsku är bildat till stadsdelens finska namn Pitäjänmäki. | Q3132961 på Wikidata   |
| Rajtan tajtan       | Uttal: [raitan taitan]                                                                                              | Studentbostäder vid Rautalampivägen. Rajtan tajtan är ett slanguttryck för "hålligång" och "ha lite skoj". Vägen lär även kallas Rajtantajtanvägen. |                        |
| Roban               | Varianter: Roban, Stora Roban Uttal: [råban]                                                                        | Stora Robertsgatan kallas både Roban och Stora Roban. Lilla Robertsgatan som ligger invid kallas Lilla Roban. | Q11865198 på Wikidata  |
| Röda torget         | Uttal: [rö:da tårje]                                                                                                | Hagnäs torg har enligt tradition varit en plats för politiska möten och marscher. Idag samlas de som deltar i vänsterns marscher på torget. | Q3390709 på Wikidata   |
| Rööperi             | Uttal: [rö:peri] | Stadsdelen Rödbergen. | Q2037874 på Wikidata   |
| Sibis               | Uttal: [sibis] | Sibeliusakademin som numera är en del av Konstuniversitetet och verkar i Musikhuset. | Q518851 på Wikidata    |
| Sikala              | Uttal: [sikala] | Restaurang Sea Horse är en restaurang från 30-talet där kulturmänniskor har samlats och samlas ännu idag. Den kallas för Sikala bland både finsk- och svenskspråkiga. |                        |
| Skatan              | Varianter: Skatan, Skatta, Skattan Uttal: [skatan], [skatta], [skattan]                                             | Stadsdelen Skatudden. | Q976443 på Wikidata    |
| Smolna              | Uttal: [små:lna] | Smolna kallas Statsrådets festvåning på Södra esplanaden. Huset har kallats så från tiden för Finlands inbördeskrig då huset fungerade som rödgardisternas högkvarter. Namnet är ett ryskt ord för bärnsten och härstammar från en flickskola med samma namn i Sankt Petersburg. |                        |
| Soc&Kom             | Varianter: Soc&Kom, Sås&Kopp Uttal: [såss å kåmm], [så:s å kåpp]                                                    | Svenska social- och kommunalhögskolan låg tidigare på Topeliusgatan(fi) 16 i Tölö och har haft många smeknamn. | Q10685597 på Wikidata  |
| Sockerbiten         | Uttal: [såkkärbi:tten], [såkkärbi:ten]                                                                              | Byggnaden Enso-Gutzeit är företaget Stora Ensos huvudkontor. Byggnaden med den vita marmorfasaden är ritad av Alvar Aalto och den uppfördes 1959-60. | Q17384048 på Wikidata  |
| Stadikan            | Uttal: [stadikan], [stadikkan]                                                                                      | Helsingfors Olympiastadion är Finlands största idrottsarena. Arenan byggdes inför de olympiska sommarspelen i Helsingfors 1952. | Q332219 på Wikidata    |
| Stadikan            | Uttal: [stadikan]                                                                                                   | Simstadion(fi) | Q5710554 på Wikidata   |
| Steissin            | Varianter: Steissin, Steissi Uttal: [steissin], [steissi]                                                           | Helsingfors järnvägsstation. | Q1044613 på Wikidata   |
| Stocka              | Varianter: Stocka, Stokis Uttal: [ståkka], [ståkis]                                                                 | Varuhuset Stockmann kallas numera ofta för Stocka och tidigare ofta för Stokis. | Q644390 på Wikidata    |
| Stockas klocka      | Varianter: Stockas klocka, Stokis klockan, Stockmanns klocka, Klockan                                               | Platsen under Stockmanns klocka är en populär mötesplats. Många stämmer även träff vid Stockmanns hissar inne i varuhuset, ifall man inte vill vänta ute. |                        |
| Storkyrkan          | Varianter: Storkyrkan, Domkyrkan Uttal: [sto:rtjyrkkan], [do:mtjyrkkan]                                             | När Helsingfors domkyrka invigdes 1852 fick den namnet Nikolajkyrkan efter tsar Nikolaj. Då Finland blev självständigt 1917 ändrades namnet till Storkyrkan. Namnet Storkyrkan lever också kvar i folkmun fast kyrkan 1959 då Helsingfors stift grundades fick namnet Helsingfors domkyrka. | Q738015 på Wikidata    |
| Svenskis            | Uttal: [svenskis]                                                                                                   | Svenska teatern är en svenskspråkig teater med tre scener. Då teatern inrättades 1827 hette den Nya teatern men ändrade namn till Svenska teatern 1887 efter att den finskspråkiga Nationalteatern hade grundats. Sedan år 1860 har teatern varit placerad vid Skillnaden där den nu står. Under 2016-2017 firade Svenskis, som den kallas i folkmun,150 år. | Q926046 på Wikidata    |
| Sörkkä              | Varianter: Sörkkä, Sörkka Uttal: [sörkkä], [sörkka]                                                                 | Stadsdelen Sörnäs. | Q3090204 på Wikidata   |
| Toppan              | Uttal: [tåppan] | Zacharias Topeliusskolan är en svenskspråkig lågstadieskola med olika grupper för personer med specialbehov. Skolan är belägen i stadsdelen Tölö och firar sitt 100-årsjubileum i år. | Q106182448 på Wikidata |
| Velon               | Uttal: [velån] | Helsingfors velodrom(fi), cykelstadion. | Q1604554 på Wikidata   |
| Wulffska hörnet     | Uttal: [vulvsskahö:rne]                                                                                             | Gathörnet vid varuhuset Stockmann. Här fanns tidigare pappershandeln Wulff. |                        |
| Ysin                | Varianter: Ysin, Ysibar Uttal: [ysin], [ysiba:r]                                                                    | Ysin är en restaurangbar i Rödbergen som öppnade i mitten av 90-talet. Den heter egentligen Café Bar No 9, men den finskspråkiga förkortningen är etablerad även bland svenskspråkiga, som utgör en rätt stor del av restaurangens kundkrets. |                        |
| Ågeli               | Uttal: [ågeli] | Stadsdelen Åggelby. | Q2510635 på Wikidata   |